# Sommer-Paralympics 1972/Teilnehmer (Portugal)
| stlisierte Goldmedaille | stlisierte Silbermedaille | stlisierte Bronzemedaille |
| ----------------------- | ------------------------- | ------------------------- |
| —                       | —                         | —                         |

Portugal entsendete zu den Sommer-Paralympics 1972 in Heidelberg erstmals Athleten zu paralympischen Spielen. Die portugiesische Mannschaft bestand ausschließlich aus dem Rollstuhlbasketball-Nationalteam der Männer.
Das Team wurde vom Physiotherapeuten Ângelo Lucas trainiert und hatte seine internationale Premiere im Jahr seiner Entstehung (1971), bei den Stoke Mandeville Games, die seit 1948 im englischen Stoke Mandeville ausgetragen wurden und aus denen nach deren Ende 1995 die heutigen IWAS World Games hervorgingen. Die Teilnahme an dem Turnier diente bereits der Beteiligung an den Paralympischen Spielen 1972.
Die portugiesische Rollstuhlbasketball-Mannschaft schied dann dort bereits nach der Vorrunde aus.